# Breń Osuchowski
Pour les articles homonymes, voir Breń.
Breń Osuchowski est une localité polonaise de la gmina de Czermin, située dans le powiat de Mielec en voïvodie des Basses-Carpates.